# Taxon (rivista)
Taxon è una rivista scientifica a revisione paritaria che si occupa della tassonomia delle piante. A cadenza bimestrale, è pubblicata da John Wiley & Sons per conto della International Association for Plant Taxonomy, della quale è la rivista ufficiale. Fu edita per la prima volta nel 1952 ed è l'unica rivista di settore dove possono comparire proposte di nomenclatura binomiale e di segnalazione di errori da correggere presenti nel Codice internazionale per la nomenclatura delle alghe, funghi e piante (pur non potendo essere presenti richieste di riclassificazione di specie fungine).
Il caporedattore di Taxon è Dirk C. Albach, docente all'Università di Oldenburg; il fattore d'impatto della rivista, calcolato dal Journal Citation Reports per il 2020, era di 2,817.

## Struttura
Le pubblicazioni contenute in Taxon sono inserite in un indice e in un sommario con questa ripartizione:
- Aquatic Sciences and Fisheries Abstracts
- Biological Abstracts
- BIOSIS Previews[4]
- CAB Direct
- Chemical Abstracts Service[5]
- Current Contents/Agriculture, Biology & Environmental Sciences[4]
- GEOBASE
- Science Citation Index Expanded[4]
- Scopus[6]
- The Zoological Record[4]